# Babindub
Babindub est un village situé en Dalmatie du Nord, en Croatie, à 8 km au sud-est de la ville de Zadar dans le comitat éponyme.

## Population
La ville de Babindub comptait 31 habitants lors du recensement de la population en 2011.
| Recensement de la population de 1857 à 2011, | Recensement de la population de 1857 à 2011, | Recensement de la population de 1857 à 2011, | Recensement de la population de 1857 à 2011, | Recensement de la population de 1857 à 2011, | Recensement de la population de 1857 à 2011, | Recensement de la population de 1857 à 2011, | Recensement de la population de 1857 à 2011, | Recensement de la population de 1857 à 2011, | Recensement de la population de 1857 à 2011, | Recensement de la population de 1857 à 2011, | Recensement de la population de 1857 à 2011, | Recensement de la population de 1857 à 2011, | Recensement de la population de 1857 à 2011, | Recensement de la population de 1857 à 2011, | Recensement de la population de 1857 à 2011, |
| -------------------------------------------- | -------------------------------------------- | -------------------------------------------- | -------------------------------------------- | -------------------------------------------- | -------------------------------------------- | -------------------------------------------- | -------------------------------------------- | -------------------------------------------- | -------------------------------------------- | -------------------------------------------- | -------------------------------------------- | -------------------------------------------- | -------------------------------------------- | -------------------------------------------- | -------------------------------------------- |
| 1857                                         | 1869                                         | 1880                                         | 1890                                         | 1900                                         | 1910                                         | 1921                                         | 1931                                         | 1948                                         | 1953                                         | 1961                                         | 1971                                         | 1981                                         | 1991                                         | 2001                                         | 2011                                         |
| 0                                            | 0                                            | 8                                            | 5                                            | 8                                            | 12                                           | 0                                            | 32                                           | 6                                            | 53                                           | 21                                           | 31                                           | 20                                           | 33                                           | 8                                            | 31                                           |